# Dušan Rajović
Dušan Rajović (Servisch: Душан Рајовић) (Kraljevo, 19 november 1997) is een Servisch wielrenner.

## Carrière
Als junior werd Rajović tweemaal nationaal kampioen tijdrijden en tweemaal in de wegwedstrijd. Daarnaast won hij etappes in verschillende wedstrijden, waaronder de GP Rüebliland, en naam hij tweemaal deel aan het wereldkampioenschap.
In 2016 won Rajović het nationale kampioenschap tijdrijden, voor Dušan Kalaba en Stefan Stefanović. Later dat jaar werd hij achttiende in de wegwedstrijd voor beloften op het wereldkampioenschap. In 2017 verdedigde hij zin nationale tijdrittitel met succes. In juli van dat jaar won hij de tweede etappe in de Ronde van het Qinghaimeer, waardoor hij de leiderstrui overnam van Jon Aberasturi. Een dag later raakte hij zijn leidende positie kwijt aan Stanislaw Bazjkow. Eind augustus was Rajović de beste in Kroatië-Slovenië.
In februari 2018 werd Rajović tiende in de GP Laguna Poreč. Een week later won hij de Grote Prijs van Izola, voor Daniel Auer en Matthew Gibson.
In 2023 en 2024 reed Rajović in de World Tour voor Bahrain Victorious. Namens dat team nam hij onder meer vijfmaal deel aan een Monument, maar winnen deed hij enkel in de nationale kampioenschappen en, namens een nationale selectie, in de Ronde van Huangshan. Na twee seizoenen in Bahreinse dienst maakte hij in 2025 de overstap naar Team Solution Tech-Vini Fantini. In januari van dat jaar won hij een etappe en het puntenklassement in de Ronde van Sharjah. Twee maanden later deed hij hetzelfde in de Istrian Spring Tour. In april volgde twee etappe zeges en het eindklassement in Belgrado-Banjaluka.

## Overwinningen
2014
1e en 2e etappe Memorial Dimitar Jankov
Eind- en bergklassement Memorial Dimitar Jankov
1e en 2e etappe Belgrade Trophy Milan Panić
Eindklassement Belgrade Trophy Milan Panić
 Servisch kampioen tijdrijden, junioren
 Servisch kampioen op de weg, junioren
2015
 Servisch kampioen tijdrijden, junioren
 Servisch kampioen op de weg, junioren
4e etappe GP Rüebliland
2016
 Servisch kampioen tijdrijden, elite
2017
 Servisch kampioen tijdrijden, elite
2e etappe Ronde van het Qinghaimeer
Kroatië-Slovenië
2018
Grote Prijs van Izola
 Servisch kampioen op de weg, elite
10e etappe Ronde van het Qinghaimeer
Puntenklassement Ronde van het Qinghaimeer
Kroatië-Slovenië
2019
Grote Prijs van Rhodos
1e etappe Ronde van Rhodos
2e etappe deel A (individuele tijdrit) Ronde van Bihor
 Servisch kampioen op de weg, elite
4e etappe Ronde van Kroatië
2020
3e etappe Ronde van Servië
2021
 Servisch kampioen op de weg, elite
2022
2e etappe Ronde van Táchira
2e etappe Ronde van Antalya
Poreč Trophy
 Servisch kampioen tijdrijden, elite
 Servisch kampioen op de weg, elite
2e en 7e etappe Ronde van Venezuela
2023
 Servisch kampioen op de weg, elite
2024
 Servisch kampioen tijdrijden, elite
1e etappe Ronde van Huangshan
2025
2e etappe Ronde van Sharjah
Puntenklassement Ronde van Sharjah
3e etappe Istrian Spring Tour
Puntenklassement Istrian Spring Tour
2e etappe Ronde van Hainan
2e en 4e etappe Belgrado-Banjaluka
Eindklassement Belgrado-Banjaluka
1e en 4e etappe Ronde van Kumano
Puntenklassement Ronde van Kumano
Proloog Ronde van Japan
 Servisch kampioen tijdrijden, elite
3e en 4e etappe Trans-Himalaya Cycling Race
Puntenklassement Trans-Himalaya Cycling Race

## Resultaten in voornaamste wedstrijden
|      | \| Jaar \| Milaan-San Remo \| Gent-Wevelgem \| Ronde van Vlaanderen \| Parijs-Roubaix \| Luik-Bast.‑Luik \| Parijs-Tours \| \| ---- \| --------------- \| ------------- \| -------------------- \| -------------- \| --------------- \| ------------ \| \| 2020 \| \| \| \| \| \| 34e \| \| 2021 \| \| \| \| opgave \| \| \| \| 2022 \| \| \| \| \| \| \| \| 2023 \| \| \| opgave \| opgave \| \| \| \| 2024 \| \| opgave \| opgave \| 92e \| opgave \| \| \| 2025 \| 61e \| \| \| \| \| \| |               |                      |                |                 |              |
| Jaar | Milaan-San Remo | Gent-Wevelgem | Ronde van Vlaanderen | Parijs-Roubaix | Luik-Bast.‑Luik | Parijs-Tours |
| 2020 | |               |                      |                |                 | 34e          |
| 2021 | |               |                      | opgave         |                 |              |
| 2022 | |               |                      |                |                 |              |
| 2023 | |               | opgave               | opgave         |                 |              |
| 2024 | | opgave        | opgave               | 92e            | opgave          |              |
| 2025 | 61e |               |                      |                |                 |              |

## Ploegen
- 2017 –  Adria Mobil
- 2018 –  Adria Mobil
- 2019 –  Adria Mobil
- 2020 –  NIPPO DELKO One Provence
- 2021 –  DELKO
- 2022 –  Team Corratec
- 2023 –  Bahrain Victorious
- 2024 –  Bahrain Victorious
- 2025 –  Team Solution Tech-Vini Fantini

Borso · Božič · Gazvoda · Golčer · Grošelj · Horvat · Katrašnik · Per · Rajović · Rogina
Alsaadi · Božič · Brajkovič · Gazvoda · Golčer · Grošelj · Horvat · Jarc · Katrašnik · Per · Rajović · Rogina
Arashiro · Arndt · Bauhaus · Bilbao · Buitrago · Buratti (vanaf 12/4) · Caruso · Govekar · Gradek · Haig · Haussler (tot 7/4) · Kepplinger · Landa · Maciejuk · Madan · Mäder (overleden 16/7) · Miholjević · Milan· Mohorič · Pasqualon · Pernsteiner · Poels · Price-Pejtersen · Rajović · Scott · Sütterlin · Tiberi (vanaf 1/6) · Tu · Wright · Zambanini
Arashiro · Arndt · Bauhaus · Bilbao · Bruttomesso · Buitrago · Buratti · Caruso · Govekar · Gradek · Haig · Kepplinger · Madan · Miholjević · Mohorič · Pasqualon · Pickering · Poels · Price-Pejtersen · Rajović · Scott · Stannard (vanaf 19/8) · Sütterlin · Tiberi · Træen · Tu · Wiśniowski (vanaf 1/3) · Wright · Zambanini · Skerl (stagiair) · van der Meulen (stagiair) · Van Mechelen (stagiair)